# Luftwaffe Commander
Luftwaffe Commander est un jeu vidéo de simulation de vol développé par Eagle Interactive et publié par Strategic Simulations en 1999 sur IBM PC. Le jeu se déroule pendant la Seconde Guerre mondiale et permet au joueur de piloter des avions de guerre dans des opérations prenant places sur le front de l’Est, en France ou pendant la guerre civile espagnole. 

## Accueil
| Luftwaffe Commander   |      |       |
| Média                 | Nat. | Notes |
| Computer Gaming World | US   | 2/5   |
| GameSpot              | US   | 56%   |
| IGN                   | US   | 52%   |